# Provincia del Dornogov'
La provincia del Dornogov’ (in mongolo Дорноговь аймаг) è una provincia (aimag) montuosa della Mongolia (con vette sopra i 1.000 metri) interessata quasi interamente dal deserto del Gobi con una superficie di 111.000 km² e circa 40.000 abitanti.
Confina a nord con le province del Hėntij e del Gov’-Sùmbėr, ad ovest con le province del Dundgov’ e del Ômnôgov’, a sud con la Cina e ad est con la provincia di Sùhbaatar.
Il territorio conta giacimenti di petrolio e carbone ed è sede di industrie petrolchimiche, materiali da costruzione, alimentari e tessili.
La popolazione, a differenza delle altre province, è un po' più stanziale e un po' meno dedita all'allevamento ad eccezione dei nomadi del deserto per i quali la pastorizia è l'unica fonte di sostentamento.
Il capoluogo Sajnšand (Сайншанд) conta circa 8.000 abitanti e si trova a 420 km da Ulan Bator.

## Geografia antropica

### Suddivisioni amministrative
La provincia di Dornogov' è suddivisa nei seguenti distretti (sum):

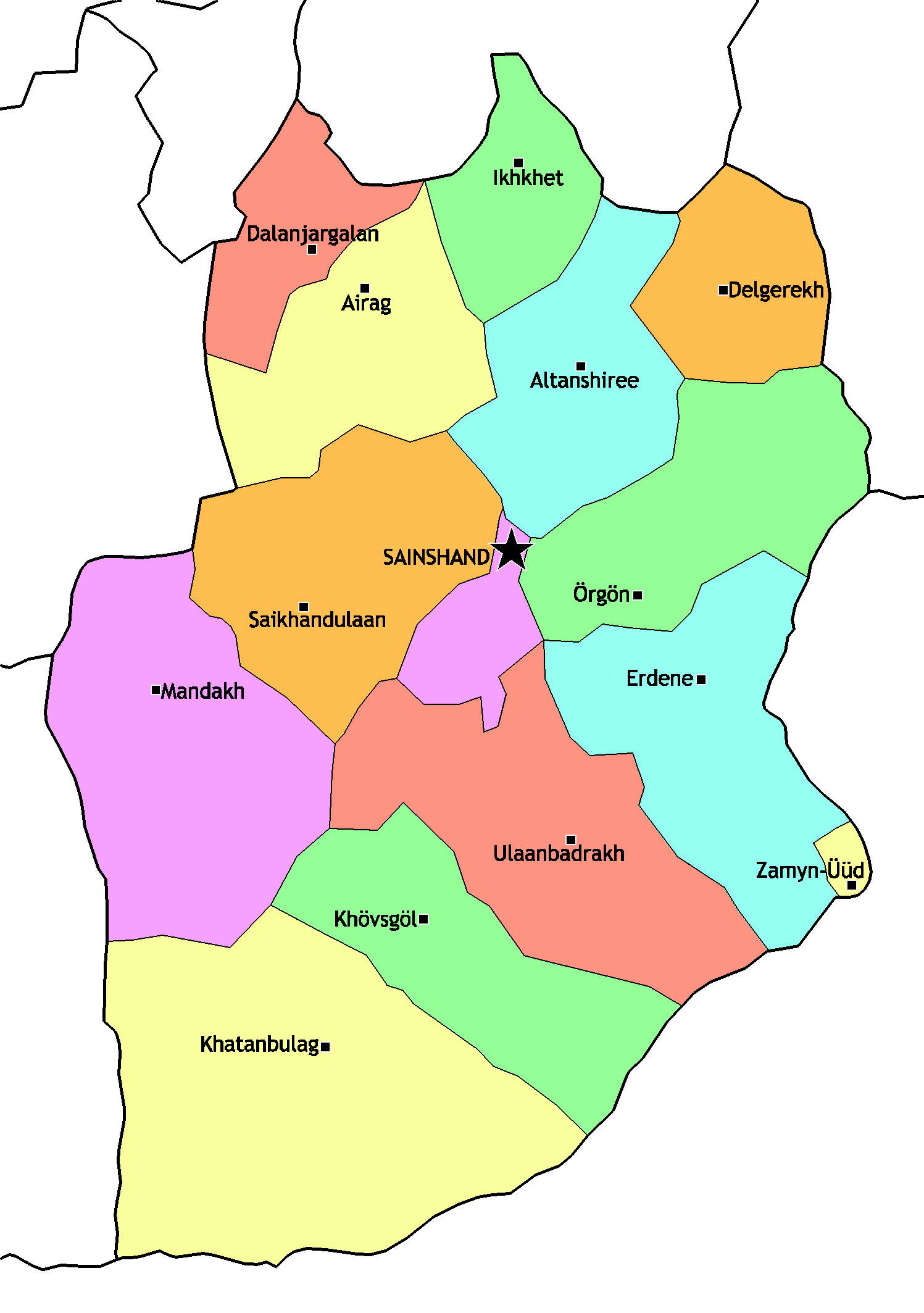
I sum della provincia del Dornogov’ (nella traslitterazione anglosassone)

| Sum                        | Mongolo       | Popolaz. (2000) | Popolaz. (2006) | Popolaz. (2009) | Area (km²) | Densità (/km²) | Centro amm. pop. (2009) |
| -------------------------- | ------------- | --------------- | --------------- | --------------- | ---------- | -------------- | ----------------------- |
| Distretto di Ajrag         | Айраг         | 3.467           | 3.486           | 3.598           | 7.442,58   | 0,48           | 2.607                   |
| Distretto di Altanširėė    | Алтанширээ    | 1.547           | 1.422           | 1.306           | 7.225,71   | 0,18           | 370                     |
| Distretto di Dalanžargalan | Даланжаргалан | 2.332           | 2.479           | 2.554           | 4.045,90   | 0,63           | 726                     |
| Distretto di Dėlgėrėh      | Дэлгэрэх      | 1.893           | 1.733           | 1.781           | 4.858,10   | 0,37           | 429                     |
| Distretto di Ėrdėnė        | Эрдэнэ        | 2.832           | 2.448           | 2.395           | 9.952,04   | 0,24           | 1.577                   |
| Distretto di Ihhėt         | Иххэт         | 2.701           | 2.278           | 2.176           | 4.152,52   | 0,52           | 1.270                   |
| Distretto di Hatanbulag    | Хатанбулаг    | 3.362           | 3.082           | 2.985           | 18.669,37  | 0,16           | 603                     |
| Distretto di Hôvsgôl       | Хөвсгөл       | 1.720           | 1.461           | 1.531           | 8.376,96   | 0,18           | 385                     |
| Distretto di Mandah        | Мандах        | 1.905           | 1.648           | 1.528           | 12.660,61  | 0,12           | 366                     |
| Distretto di Ôrgôn         | Өргөн         | 2.028           | 1.922           | 1.816           | 8.689,65   | 0,21           | 871                     |
| Distretto di Sajhandulaan  | Сайхандулаан  | 1.281           | 1.301           | 1.217           | 9.558,34   | 0,13           | 354                     |
| Distretto di Sajnšand      | Сайншанд      | 18.290          | 19.548          | 20.480          | 2.342,80   | 8,74           | 18.747                  |
| Distretto di Ulaanbadrah   | Улаанбадрах   | 1.730           | 1.550           | 1.543           | 11.370,92  | 0,14           | 367                     |
| Distretto di Zamyn-Ùùd     | Замын-Үүд     | 5.486           | 9.665           | 12.823          | 486,80     | 26,34          | 12.823                  |